# John Black (politikus)
John Black (Massachusetts, 1800. augusztus 11. – Winchester, 1854. augusztus 29.) az Amerikai Egyesült Államok Mississippi államának szenátora.